# Механович, Мирзад
Мирзад Механович (босн. Mirzad Mehanović; 5 января 1993, Сребреница, Босния и Герцеговина) — боснийский футболист, полузащитник клуба «Тузла Сити».

## Карьера
Отец его погиб в югославской гражданской войне в начале 90-тых. В юные годы Мирзад участвовал в различных европейских юношеских турнирах и привлёк внимание ряда зарубежных клубов, включая испанский «Эспаньол». Был взят на заметку и рядом боснийских команд.
Но по окончании школы в 2010 году отправился на 10-дневные просмотры в чешский клуб «Млада-Болеслав» вместе с Ясмином Щуком и австрийцем Хидаджетом Ханкичем, также имеющими боснийские корни. И подписал контракт с этим клубом. Выступать за основной состав начал с 2014 года. Но в 2015 году дважды сдавался аренду другим клубам.
И в январе 2016 года стал игроком чешского клуба Второй лиги «Варнсдорф».
Летом 2016 года заключил годовой контракт с известным клубом «Яблонец», за который провел 30 матчей в чемпионате Чехии.
В августе 2017 года подписал трёхлетний контракт с другой чешской командой «Фастав» (Злин).
30 июня 2018 года перешёл в годичную аренду в казахстанский клуб «Ордабасы» (Шымкент) за 400 000 евро с опцией выкупа. До конца сезона провёл 13 игр и забил один гол в последнем матче в ворота «Атырау». В первой половине сезона 2019 сыграл 11 игр без голов и клуб решил не продлевать аренду. Однако, Механович резко улучшил игру — 23 июня забил гол в победной игре с чемпионом «Астаной» (3-2) и в преддверии матчей Лиги Европы клуб продлил его аренду ещё на год. И не прогадал, 18 июля в ответном выездном матче с грузинским «Торпедо» из Кутаиси в квалификации Лиги Европы 2019/2020 Мирзад забил эффектный гол и отдал голевой пас Зиги Бадибанге, принеся победу своему клубу (2-0) и выход в следующий раунд Лиги Европы. Жребий на соперника в следующем раунде выпал на его родной клуб «Млада-Болеслав». Но босниец и этому клубу забил красивый гол со штрафного и шымкентцы удержали ничью на выезде (1-1).